# Middleton (Familienname)
Middleton ist ein Familienname.

## Namensträger

### A
- Aixa Middleton (* 1988), panamaische Leichtathletin
- Andy Middleton (* 1962), US-amerikanischer Jazzmusiker
- Arthur Middleton (Politiker, 1681) (1681–1737), britischer Politiker; Gouverneur der Province of South Carolina
- Arthur Middleton (Politiker, 1742) (1742–1787), britisch-amerikanischer Politiker, Gründervater der USA
- Arthur Middleton (Sänger) (1880–1928), US-amerikanischer Opernsänger (Bariton)

### B
- Bay Middleton (1846–1892), englischer Pferdesportler und Herrenreiter
- Bonnor Middleton (1865–1913), südafrikanischer Cricketspieler
- Brianna Middleton, US-amerikanische Schauspielerin

### C
- Carole Middleton (* 1955), britische Flugbegleiterin und jetzige Geschäftsfrau
- Charles Middleton, 1. Baron Barham (1726–1813), britischer Admiral, Abgeordneter des House of Commons und Mitglied des House of Lords
- Charles Middleton (Schauspieler) (1874–1949), US-amerikanischer Schauspieler
- Christopher Middleton (Übersetzer) (1560?–1628), englischer Übersetzer und Dichter
- Christopher Middleton (Seefahrer) (um 1690–1770), britischer Navigationsoffizier
- Christopher Middleton (Dichter) (1926–2015), britisch-amerikanischer Dichter
- Clark Middleton (1957–2020), US-amerikanischer Schauspieler
- Conyers Middleton (1683–1750), englischer Geistlicher und Autor

### D
- Dan Middleton (* 1991), britischer Webvideoproduzent
- Darryl Middleton (* 1966), US-amerikanischer Basketballspieler
- Donald Middleton (1922–2015), britischer Diplomat

### E
- Edgar C. Middleton (1894–1939), US-amerikanischer Drehbuchautor und Journalist

### F
- Frederick Dobson Middleton (1825–1898), britischer General

### G
- George Middleton (Politiker, 1809) (1809–1888), US-amerikanischer Politiker
- George Middleton (Politiker, 1876) (1876–1938), britischer Politiker
- George Middleton (Dramatiker) (1880–1967), US-amerikanischer Dramatiker und Regisseur
- George Humphrey Middleton (1910–1998), britischer Diplomat
- Gerard V. Middleton (1931–2021), kanadischer Geologe
- Gilbert Middleton (vor 1291–nach 1318), englischer Ritter und Rebell
- Glenn Middleton (* 2000), schottischer Fußballspieler
- Guy Middleton (Schwimmer) (1900–1994), französischer Schwimmer
- Guy Middleton (Schauspieler) (1907–1973), britischer Schauspieler

### H
- Harry Middleton (Fußballspieler, 1870) (Henry Middleton; 1870–1949), englischer Fußballspieler
- Harry Middleton (Fußballspieler, 1902) (Thomas Harry Middleton; 1902–1941), englischer Fußballspieler
- Harry Middleton (Fußballspieler, 1937) (Henry Middleton ; * 1937), englischer Fußballspieler
- Harry Middleton (Fußballspieler, 1995) (Harry Oliver Middleton; * 1995), englischer Fußballspieler
- Henry Middleton (Seefahrer) (1570–1613), englischer Seefahrer
- Henry Middleton (Politiker, 1717) (1717–1784), britisch-amerikanischer Politiker, Präsident des Kontinentalkongresses
- Henry Middleton (Politiker, 1770) (1770–1846), US-amerikanischer Politiker, Gouverneur des Bundesstaates South Carolina

### J
- Jacob Middleton (* 1996), kanadischer Eishockeyspieler
- Jacob Middleton Jr. (* 1970), US-amerikanischer General
- James Khristian Middleton (* 1991), US-amerikanischer Basketballspieler, siehe Khris Middleton
- James Smith Middleton (1878–1962), britischer Journalist und politischer Funktionär
- James Taylor Middleton (1840–1926), kanadischer Politiker
- Jim Middleton (Baseballspieler) (1898–1974), US-amerikanischer Baseballspieler
- Jim Middleton (Journalist) (* vor 1970), australischer Journalist
- John Middleton († 1441) (um 1373–1441), englischer Ritter und Politiker
- John Middleton (Ritter) († 1477), englischer Ritter
- John Middleton, 1. Earl of Middleton (um 1608–1674), schottischer General
- John Middleton (Cowboy) (um 1854–1885), US-amerikanischer Cowboy
- John Middleton (Gouverneur) (1870–1954), britischer Kolonialbeamter
- John Middleton (Radsportler) (1906–1991), britischer Radsportler
- John Middleton (Anthropologe) (1921–2009), britischer Anthropologe, Afrikanist und Kolonialbeamter
- John Middleton (Biomechaniker) (* 1946), britischer Biomechaniker
- John Middleton (Fußballspieler, 1955) (* 1955), englischer Fußballspieler
- John Middleton (Fußballspieler, 1956) (1956–2016), englischer Fußballtorhüter
- Johnny Lee Middleton (* 1963), US-amerikanischer Musiker

### K
- Kate  Middleton, Geburtsname von Catherine, Princess of Wales (* 1982), britische Ehefrau von William, Prince of Wales, aktueller britischer Thronerbe
- Keaton Middleton (* 1998), kanadischer Eishockeyspieler
- Khris Middleton (* 1991), US-amerikanischer Basketballspieler

### M
- Marilyn Middleton Pollock (* 1947), US-amerikanische Folk- und Jazzsängerin
- Margaret Yvonne Middleton (1922–2007), kanadischstämmige US-amerikanische Schauspielerin

### P
- Pippa Middleton (* 1983), Schwester von Catherine Mountbatten-Windsor, Duchess of Cambridge, siehe Pippa Matthews

### R
- Ray Middleton (Schauspieler) (Raymond Earl Middleton Jr.; 1907–1984), US-amerikanischer Schauspieler und Sänger
- Ray Middleton (Leichtathlet) (Raymond Christopher Middleton; 1936–2023), britischer Geher
- Richard Middleton (Lordkanzler) († 1272), englischer Kleriker und Lordkanzler
- Richard of Middleton, englischer Name von Richard von Mediavilla (auch Doctor solidus: um 1249–um 1303/1308), Theologe
- Richard Barham Middleton (1882–1911), englischer Schriftsteller
- Richard Middleton (Musikwissenschaftler)
- Rick Middleton (* 1953), kanadischer Eishockeyspieler
- Robert Middleton (1911–1977), US-amerikanischer Schauspieler
- Robert Hunter Middleton (1898–1985), US-amerikanischer Typograf
- Robin Middleton (* 1985), englischer Badmintonspieler
- Roy Middleton (1927–2004), britischer Kernphysiker

### S
- Safia Middleton-Patel (* 2004), walisische Fußballspielerin
- Stanley Middleton (1919–2009), britischer Schriftsteller
- Syd Middleton (1884–1945), australischer Ruderer und Rugbyspieler

### T
- T. J. Middleton (* 1968), US-amerikanischer Tennisspieler
- Thomas Middleton (Schriftsteller) (1580–1627), englischer Schriftsteller
- Thomas Fanshaw Middleton (1769–1822), britischer anglikanischer Missionar, Bischof von Kalkutta
- Thomas M. Middleton (* 1945), US-amerikanischer Politiker
- Tom Middleton (Schauspieler) (Thomas H. Middleton; 1926–2010), US-amerikanischer Schauspieler
- Tom Middleton (* 1971), britischer Musiker, DJ, Remixer und Musikproduzent
- Tom Middleton (Ruderer) (* 1976), britischer Ruderer
- Tom Middleton (Sänger) (Thomas Edward Middleton), kanadischer Sänger
- Tony Middleton (1934–2024), US-amerikanischer Soul-, R&B- und Jazz-Sänger
- Troy H. Middleton (1889–1976), US-amerikanischer Generalleutnant
- Tuppence Middleton (* 1987), britische Schauspielerin

### V
- Velma Middleton (1917–1961), US-amerikanische Jazzsängerin

### W
- William Middleton (Bischof) († 1288), englischer Geistlicher, Bischof von Norwich
- William Middleton (Illustrator) (fl. 1945), britischer Illustrator
- William D. Middleton (1928–2011), US-amerikanischer Eisenbahn-Autor, -Fotograf und -Historiker